# Sveriges patientlagar
Sveriges patientlagar består av:
- Patientlagen som reglerar sjukvårdens tillgänglighet, förutsättningar för samtycke och patientens rätt till information och autonomi
- Patientdatalagen som reglerar sjukvårdens skyldighet att föra journal, utfärda generella intyg samt vissa bestämmelser för journalsekretess och patientens rätt att ta del av, kräva rättelse av eller i särskilda fall destruktion av journalhandlingar.
- Patientsäkerhetslagen som reglerar patientsäkerhetsarbetet inklusive förutsättningar för anmälan av vården, utfärdande av yrkeslegitimation, samt straff och disciplinåtgärder mot vårdpersonal

## Bakgrund
Rätten till hälsa garanteras av 1 kap. 2 § Regeringsformen. Utöver Hälso- och sjukvårdslagen som reglerar sjukvårdens organisation och Offentlighets och sekretesslagen som reglerar tystnadsplikten och ett antal lagar som rör tvångsvård har ytterligare lagar stiftats för att säkerställa patientens rättigheter i förhållande till sjukvården.